# Kuanda (Insel)
Kuanda ist eine angolanische Insel im Mündungsgebiet des Kongo. Die Stadt Soyo liegt teilweise auf der Insel.

## Wirtschaft
Wichtigster Wirtschaftszweig auf Kuanda ist die Rohöl- und Erdgasbranche. Die Unternehmen Texaco, Petromar, Fina, BP, Sonangol, Halliburton und Bechtel Corporation unterhalten Anlagen auf der Insel.

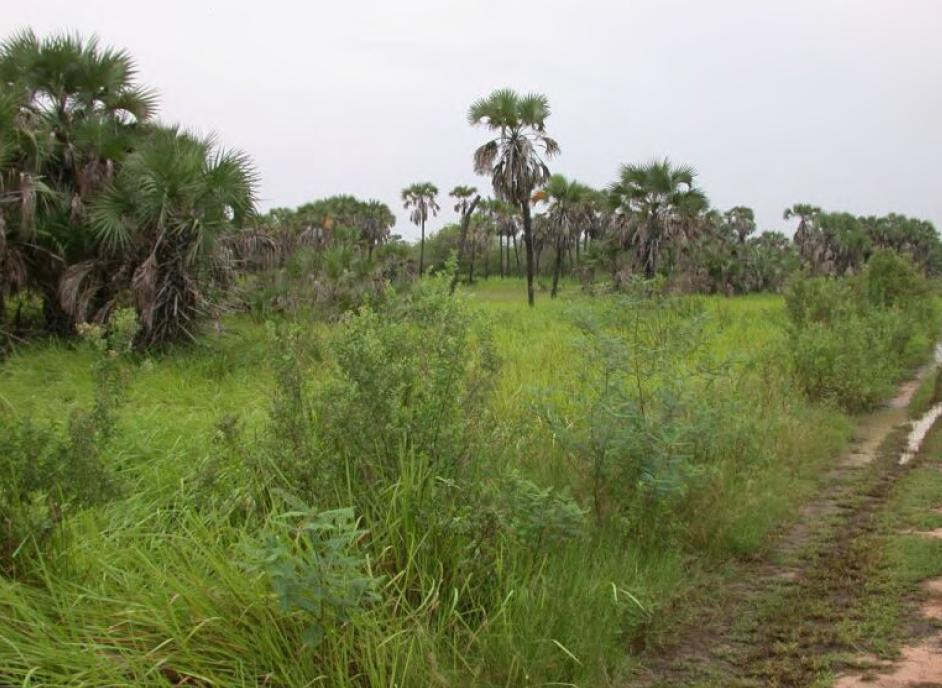
Palmensavanne auf Kuanda